# Kütükuşağı
Kütükuşağı (kurdisch: Kutugo) ist eine türkische Gemeinde im Landkreis Cihanbeyli der Provinz Konya.
1876 wurde das Dorf vermutlich von Familien aus Gaziantep und Kahramanmaraş gegründet.
Es hat 1904 Einwohner (2012). Die Bewohner des Dorfes sprechen mehrheitlich den Dialekt Kurmandschi des Kurdischen.